# 中原姓氏
河南省作为中华文明的源头和华夏民族的重要发祥地，从而成为中华姓氏重要的源起地。据统计，中国排名前100的大姓中，对这些姓氏进行寻根问祖后发现，全部源自河南省或部分源自河南省的共有73姓。有鉴于中华姓氏多半源自于河南的现实，河南省于1995年专门成立了河南省中原姓氏历史文化研究会。

## 起源和发展
中原在古代是华夏族部落集中分布的区域，因此姓氏的萌芽、形成和发展，都与河南息息相关。姓最早起源于母系社会，是氏族血统的代表，姓的产生时间远远早于文字，早期的姓源自于氏族的图腾，距今约有5000年的历史，而当时，中原地区是人类活动的重要地区，河南仰韶文化就是母系社会繁荣阶段的代表。夏商时期是中国姓氏全面发展的阶段，而这两个朝代人类活动的中心均在中原一带。
氏是古代贵族用来标示宗族系统的符号，它是从夏朝中期开始的。周朝时期产生了很多姓氏，它是中国历史上姓氏相对定型和普及的一个重要时期。周武王灭商之后，重新确立了姓与氏的关系，因此，西周初期是姓和氏之间发生变化的关键时期，而中原地区又是这一关键时期的关键的地区。

## 参看
- 中华姓氏博物院
- 炎黄姓氏博物馆